# Михайловський Віктор Іванович (дипломат)
Віктор Іванович Михайловський (31 серпня 1939, Новополяна, Кіровоградська область, Українська РСР, СРСР ) — український державний і політичний діяч, дипломат. Надзвичайний і Повноважний Посол України.

## Біографія
Народився 31 серпня 1939 року в с. Новополяна Знам'янського району на Кіровоградщині. 
Закінчив Київський державний університет ім. Т.Шевченка (1961) та Дипломатичну академію МЗС СРСР (1977), Кандидат економічних наук.
З 18 січня 1986 по грудень 1988 року працював секретарем Київського міськкому Компартії України.
До 31.05.1991 — перший заступник Голови Державного комітету УРСР по пресі. В 1995 та 1996 роках — заступник керівника Управління з питань зовнішньої політики Адміністрації Президента України, завідувач відділу перспективного планування та аналізу ефективності зовнішньої політики. Член Міжвідомчої комісії з питань співробітництва України в рамках Центральноєвропейської ініціативи. З 27.01.1997 — 20.10.2003 — Надзвичайний та Повноважний Посол України в Латвії.

## Дипломатичний ранг
- Надзвичайний і Повноважний Посол України.

## Нагороди та відзнаки
- Орден «За заслуги» III ст. (4 вересня 1999) — за значний особистий внесок у розбудову дипломатичної служби, зміцнення авторитету України на міжнародній арені[6]
- Почесна грамота Кабінету Міністрів України.
- Орден «Свобода» II ст. (Лаос).
- Орден «Трьох зірок» III ст. (Латвія).